# Westhill
Westhill es una localidad situada en Aberdeenshire, en Escocia (Reino Unido). Tiene una población estimada, en 2021, de 11 705 habitantes.
Es un suburbio de la ciudad de Aberdeen.

## Economía
La localidad se destaca por tener una tasa de desempleo extraordinariamente baja. Luego de llegar al 2.4% a raíz de la pandemia originada por el COVID-19, descendió al 1.1% en 2022.
Los ingresos medios de los hogares son de 52,516 libras esterlinas (unos 65,000 dólares) en 2022.
El 31% de los habitantes son profesionales, científicos o técnicos.